# Wybo Veldman
Gerard Wybo Veldman (født 21. oktober 1946 i Padang, Hollandsk Ostindien) er en newzealandsk tidligere roer og olympisk guldvinder.
Veldman vandt en guldmedalje ved OL 1972 i München, som del af den newzealandske otter, der desuden bestod af Tony Hurt, Dick Joyce, John Hunter, Lindsay Wilson, Joe Earl, Trevor Coker, Gary Robertson og styrmand Simon Dickie. Newzealænderne sikrede sig guldmedaljen foran USA og Østtyskland, der fik henholdsvis sølv og bronze i en konkurrence, hvor der deltog i alt 15 lande. Han var også med i båden ved OL 1968 i Mexico City, hvor newzealænderne blev nr. 4.
Veldman vandt desuden en VM-bronzemedalje i otter ved VM 1970 i Canada.

## OL-medaljer
- 1972:  Guld i otter